# 三条実忠
三条 実忠（さんじょう さねただ）は、鎌倉時代後期から南北朝時代にかけての公卿。太政大臣・三条実重の子。異母兄・公茂の養子となる。官位は従一位・内大臣。後三条内府と号す。

## 経歴
以下、『公卿補任』と『尊卑分脈』の内容に従って記述する。
- 嘉元4年（1306年）1月5日、叙爵[2]。
- 延慶2年（1309年）2月19日、従五位上に昇叙。
- 延慶3年（1310年）3月9日、正五位下に昇叙。
- 延慶4年（1311年）1月5日、従四位下に昇叙[3]。
- 応長元年（1311年）10月24日、従四位上に昇叙。
- 正和2年（1313年）2月6日、正四位下に昇叙。
- 正和3年（1314年）6月3日、侍従に任ぜられる。同年10月21日、左中将に任ぜられる。
- 正和4年（1315年）7月21日、右中将に転任[4]。
- 正和5年（1316年）10月3日、美濃権介を兼ねる。同年12月23日、従三位に叙せられる。
- 文保2年（1318年）1月22日、下総権守を兼ねる。
- 元応元年（1319年）8月5日、参議に任ぜられる。右中将と下総権守はもとのまま。同月11日、左中将に転任。
- 元応2年（1320年）5月5日、正三位に昇叙。12月9日、権中納言に任ぜられる。
- 元亨3年（1323年）12月25日、勅授帯剣を許される。
- 正中2年（1325年）4月2日、従二位に昇叙。
- 嘉暦2年（1327年）3月24日、権大納言に任ぜられる。
- 嘉暦3年（1328年）1月5日、正二位に昇叙。3月16日、中宮大夫を兼ねる。
- 正慶元年/元弘2年（1332年）5月20日、中宮が女院号を与えられたために中宮大夫を止める。
- 正慶2年/元弘3年（1333年）5月17日、中宮大夫に戻り7月12日には皇后宮大夫となる。10月12日に皇后宮大夫を止める。
- 建武元年（1334年）12月7日、宮内卿を兼ねる。
- 建武3年/延元元年（1336年）5月25日、治部卿の兼任となる。
- 建武4年/延元2年（1337年）7月20日、治部卿を止める。
- 暦応2年/延元4年（1339年）12月27日、大納言に転正。
- 暦応3年（1340年）7月19日、右近衛大将を兼ねる[5]。
- 暦応5年（1342年）1月7日、右馬寮御監に補される。
- 康永2年（1343年）3月19日、大納言と右大将を辞したが、4月10日に内大臣に任ぜられた[6]。
- 康永3年（1344年）9月28日、大蔵卿雅仲が勅使として遣わされ、上表して内大臣を辞するよう仰せがあったが、その後重ねての沙汰とはならなかった。
- 康永4年（1345年）9月8日、内大臣を辞退した。
- 貞和2年（1346年）1月6日、従一位に叙せられる。
- 貞和3年（1347年）1月4日、虚労により薨去。

## 系譜
- 父：三条実親（1259-1329）
- 母：家女房
- 養父：三条公茂（1284-1324）
- 妻：左中将藤原公直の娘
  - 男子：三条公忠（1324-1384）
- 生母不明の子女
  - 男子：三条公音
  - 女子：今出川実尹室
  - 女子：九条経教室